# Trakai
 Denne artikel handler om selve byen Trakai. Ordet Trakai bruges ofte også som en kort betegnelse for Trakai Kommune.
Trakai er en by i Litauen, beliggende i Vilnius apskritis, 28 km vest for landets og apskritis hovedstad, Vilnius. På grund af den skønne natur, de historiske seværdigheder og den korte afstand til Vilnius er Trakai et yndet udflugtsmål. Trakai er kommunesæde og administrativt center i Trakai distriktskommune. Byen har et areal på 11,52 km2 og et indbyggertal på 5.357(2009). Det er bemærkelsesværdigt for Trakai, at byen er bygget af, og i århundreder har været beboet af, forskellige nationaliteter. Historisk set har grupper af karaimer, tatarer, litauere, russere, jøder og polakkere levet side om side i Trakai, der således har haft et kosmopolitisk præg gennem århundreder.

## Oprindelsen af byens navn
Byens navn nævnes første gang i skriftlige kilder i 1337 som tysk: Tracken, senere tysk: Traken ; det er afledt af det litauiske ord trakai (ental: trakas) (på dansk lysning). Under Den polsk-litauiske realunion blev byen omtalt som polsk: Troki, hvilket stadig er det polske navn for byen.

## Demografi
De fleste indbyggere (61%) i Trakai er litauere, men der er en stor polsk minoritet (21%), ligesom der bor mange etniske russere. Byen har en væsentlig karaim-befolkningsgruppe.

## Geografi
Trakai er bygget ved vandet og er omgivet af søerne Luka, Totoriškės, Galvė, Akmena og Gilušis.

## Historie

### De første bosættelser
Der findes spor efter bosættelser i området så tidligt som 1. århundrede e.Kr. Byen og omgivelserne udviklede sig i 1200-tallet på stedet, hvor Senieji Trakai (Gammel Trakai) ligger. I følge en legende opdagede storfyrste Gedeminas det smukke søområde efter et succesfuldt jagtselskab ikke langt fra Kernavė, som da var hovedstad i Storfyrstendømmet Litauen, og besluttede at bygge et slot på stedet, og således blev det Gamle Trakai-slot bygget i Senieji Trakai. Navnet Trakai blev først nævnt i Den Tyske Ordens skrifter i 1337. Dette år betragtes som den officielle dato for byens grundlæggelse. Da storfyrst Gediminas senere bosatte sig i Vilnius, arvede hans søn grev Kęstutis Trakai, og Grevskabet Trakai udviklede sig og byen oplevede sin bedste periode.

### Guldalderen
Storfyrst Kęstutis flyttede byen fra Senieji Trakai (dansk: Gammel Trakai) til dens nuværende beliggenhed, som nogle gange omtales som Naujieji Trakai (dansk: Ny Trakai). Den nye beliggenhed blev et sted med intensiv byggevirksomhed: Der blev bygget et nyt slot, kendt som Halvø-slottet, mellem de to søer Galvė og Luka, mens et andet slot, kendt som Ø-slottet, byggedes på en ø i Galvė sø. En landsby groede frem rundt om slottene. Området Trakai var beskyttet mod angreb fra Den Tyske Orden af Senieji Trakai, Strėva, Bražuolė, Daniliškės og andre borgbanker.
Byen stod i centrum for en konflikt mellem storfyrste Jogaila, der senere blev konge af Polen, og hans onkel Kęstutis. I 1382 mødtes Jogailas and Kęstutis’ hære nær Trakai, men Jogalia snød Kęstutis og fægslede ham i Krevaslottet. Få uger senere døde Kęstutis i fangenskabet, og Jogaila overførte slottene til sin bror Skirgaila, som blev guvernør for Det egentlige Litauen (latin: Lithuania propria, litauisk: Lietuva siaurąją prasme eller tikroji Lietuva). Imidlertid blev hans regeringsperiode kortvarig, da Kęstutis’ søn Vytautas’ og Den Tyske Ordens fælles styrker indtog byen i 1383. I 1392 underskrev Vytautas og Jogaila Ostrów-aftalen, som afsluttede deres modsætninger. Vytautas blev storfyrste af Litauen, mens Jogaila teknisk set forblev hans overordnede. Vytautas genvandt også sin fars besidelser, inklusiv Trakai. På trods af, at Vilnius var hans officielle hovedstad, opholdt Vytautas sig mere i Trakai. Tidligt i det 1400-tallet erstattede han det ældre træslot med et slot opført af sten. En del af opbygningen var kopieret fra Den Tyske Ordens slotte, hvor Vytautas havde opholdt sig en tid for at opbygge alliancen mod Jogaila i de tidligere år.
Trakai blev et politisk og administrativt center i fyrstedømmet og omtales nogle gange som landets "de facto" hovedstad. Opbygning af det murede slot var afsluttet, og der var bygget en katolsk kirke. I 1409 var byen en af de første byer i Litauen, der fik fristadsrettigheder i overensstemmelse med Magdeburgretten. Landsbyen udviklede sig hurtigt til en by og blev i 1413 sæde for Trakai voivodskab, et vigtigt center for administration og handel.

### Tilbagegang og rekonstruktion
Efter at Storfyrstendømmet Litauen sammen med Kongeriget Polen oprettede Den polsk-litauiske realunion i 1569 forblev slottene kongelig ejendom, men byens betydning svandt ind, og det nærliggende Vilnius og realunionens politiske center Kraków blev langt mere betydningsfulde. På trods af det forblev Trakai sæde for det lokale Sejmik (dansk: tingsted). I polske kilder blev byen kaldt "Troki". I 1477 afholdt kong Kasimir 4. af Polen møde med venetianske udsendinge på slottet. Senere blev slottet brugt som luksusfængsel for politiske fanger, bl.a. holdt Sigismund 1. af Polen medlemmer af Goštautai-familien fanget der efter påstande om, at de havde konspireret med Michał Gliński. Også Helena, enke efter Alexander af Polen, sad indespærret på slottet for at forhindre hende i at flygte til Storfyrstendømmet Moskva. Slottet blev senere renoveret af Sigismund 1. af Polen, som holdt sommerresidens der, men efter hans død i 1548 forfaldt det gradvis.
Under "syndfloden" som litauerne kalder perioden med Khmelnytsky-opstanden, der startede i 1648, den polsk-russiske krig, der startede i 1654, og Karl X Gustavs opportunistiske angreb på Den polsk-litauiske realunion, der indledtes 1655, netop som unionen var optaget af krig på alle fronter, blev Trakai plyndret og brændt af, og begge slotte blev nedrevet i 1655. Trakais velstand kollapsede dermed, og slotsruinerne kom til at så som et historisk vartegn. Under den Den Store Nordiske Krig (1700-1721) blev Trakai plyndret igen, der var hungersnød, og landet blev efterfølgende hærget af pest.
Efter Polens deling i 1795 blev området annekteret af det Russiske Kejserrige. Efter 1. verdenskrig blev området indtaget af den genoprettede polske republik. I 1929 besluttede de polske myndigheder at genopbygge Trakai Ø-slot. Arbejdet på det øvre slot var næsten tilendebragt i 1939, da angrebet på Polen indledtes, og området kort efter annekteredes af Sovjetunionen og efterfølgende besattes af Nazityskland. Under krigen blev mere end 5.000 jøder fra Trakai-området myrdet af nazisterne. I 1944 blev byen forud for Vilniusoffensiven befriet af samarbejdende sovjetiske og polske partisaner. Efter 2. verdenskrig blev Trakai sammen med resten af Litauen udråbt til den Litauiske SSR og i løbet af de næste år flyttede mange af de etnisk polske indbyggere i området tilbage til den genoprettede polske stat.
I 1961 fuldførtes genopbygningen af det øvre slot. Arbejdet på den nedre del af slottet blev genoptaget i 1980’erne og blev afsluttet af de litauiske myndigheder i begyndelsen af 1990’erne. I dag er Ø-slottet en hovedturistattraktion, hvor der spilles koncerter og operaer.

## Karaim-samfundet
Karaims (eller karaitter) er en lille Karaim-talende religiøs og etnisk gruppe, som blev bragt til Trakai fra Krim-khanatet af storfyrst Vytautas i 1397 og 1398 efter et af hans succesrige felttog mod Den Gyldne Horde. Både det kristne samfund og karites-samfundet i Trakai havde fristadsrettigheder i overenstemmelse med Magdeburgretten. På trods af den stigende polonisering forblev Trakai et vigtigt center for karaimitisk kultur og religiøst liv. Nogle berømte intellektuelle var aktive i Trakai i 1500 og 1600-tallet, eksempelvis Isaac ben Abraham Troki (1533-1594?), Joseph ben Mordecai Malinovski, Zera ben Nathan fra Trakai, Salomon ben Aharon fra Trakai, Ezra ben Nissan (død i 1666) og Josiah ben Judah (død efter 1658). Nogle karaims blev velhavende og adledes. Det lokale karaimsamfund, rygraden i byens økonomi, led hårdt under Khmelnytsky-opstanden og massakrerne i 1648. I 1680 var der kun 30 karaimfamilier tilbage i byen. Deres traditioner og det forhold, at de ikke accepterede konvertitter, forhindrede samfundet i at genvinde sin styrke. Tidligt i 1700-tallet havde krig, sult og pest reduceret karaimsamfundet til kun tre familier. I 1765 var samfundet dog vokset til 300. Trakais karaimsynagoge er et sjældent eksempel på en bevaret træsynagoge med en indvendig kuppel.

## Kultur
Der er en række arkitektoniske, kulturelle og historiske monumenter i Trakai. Det historiske museum på slottet blev oprettet i 1962. Om sommeren afholdes festivaler og koncerter på Ø-slottet.

## Berømte fra Trakai
- Isaac ben Abraham Troki (1533-1594?), intellektuel polemisk karaite-forfatter.

## Venskabsbyer
Trakai er venskabsby med:
| - Alanya, Tyrkiet - Bernburg, Tyskland - Borne, Holland | - Giżycko, Polen - Ivano-Frankivsk, Ukraine - Jarosław, Polen | - Jaworiw, Ukraine - Malbork, Polen - Nowy Sącz, Polen | - Rheine, Tyskland - Schönebeck, Tyskland - Târgovişte, Rumænien |